# La Boissière-du-Doré
La Boissière-du-Doré é uma comuna francesa na região administrativa da Pays de la Loire, no departamento de Loire-Atlantique. Estende-se por uma área de 9,41 km². Em 2010 a comuna tinha 1 067 habitantes (densidade: 113,4 hab./km²).